# 山刺子
山刺子（学名：Flacourtia montana）为大风子科刺篱木属下的一个种。

## 扩展阅读
- 維基物種上的相關：山刺子